# Leopoldo III de Austria (Babenberg)
San Leopoldo III (en alemán: Luitpold, 1073-15 de noviembre de 1136) fue margrave de Austria desde 1095 hasta su muerte en 1136. Era miembro de la Casa de Babenberg. Fue canonizado el 6 de enero de 1485 y se convirtió en el santo patrono de Austria, Baja Austria, Alta Austria y Viena. Su fiesta es el 15 de noviembre.

## Biografía
Leopoldo nació en el castillo de Babenberg, era hijo del margrave Leopoldo II y su esposa Ida de Formbach-Ratelnberg. Se casó dos veces. Su primera esposa pudo haber sido de la familia von Perg, y murió en 1105. Su segunda esposa fue Inés de Alemania, la hermana viuda del emperador Enrique V a quien había apoyado contra su padre, Enrique IV. Esta conexión con la dinastía salia elevó la importancia de la Casa de Babenberg, a la que importantes derechos reales sobre el margraviato de Austria fueron concedidas. Además, Inés tenía conexiones influyentes a través de su matrimonio anterior, uno de sus hijos era Conrado III de Alemania.
Leopoldo se llamó a sí mismo "Terræ Princeps", un reflejo de su sentido de la independencia territorial. Se le consideraba un candidato en la elección del emperador del Sacro Imperio Romano en 1125, pero declinó este honor.
Es conocido sobre todo por el desarrollo del país y, en particular, por la fundación de varios monasterios. Su más importante fundación es Klosterneuburg (1108). Según la leyenda, la Virgen María se le apareció y lo llevó a un lugar donde se encontró el velo de su esposa Inés, que había perdido años atrás. Él estableció el monasterio de Klosterneuburg allí. Posteriormente se amplió para convertirse en su residencia.
Leopoldo también fundó los monasterios de Heiligenkreuz, Kleinmariazell y Seitenstetten, que desarrolló en un territorio con gran parte de bosques. Todo esto indujo a la iglesia a canonizarlo en 1485. Leopoldo también fomentó el desarrollo de las ciudades, como Klosterneuburg, Viena y Krems. Al último se le concedió el derecho de ceca (acuñar moneda), pero nunca alcanzó gran importancia.
Los escritos de Enrique de Melk y Ava de Göttweig, que son los primeros textos literarios de Austria, se remontan al tiempo de Leopoldo.
Está enterrado en la abadía de Klosterneuburg, que él fundó. Su cráneo se conserva en un relicario bordado, que deja al descubierto la frente, portadora de una corona archiducal. En 1663, bajo el gobierno de su homónimo emperador Leopoldo I de Habsburgo, fue declarada patrón de Austria en lugar de San Koloman.
Los hermanos Joseph y Michael Haydn, cada uno de los cuales cantaba en el coro de la catedral de San Esteban, ambos cantaron en Klosterneuburg en este día. Joseph Haydn más tarde se convirtió en el compositor más famoso de los dos. Michael Haydn más tarde (1805) escribió una misa en honor a Leopoldo, con el título Missa Sancti Leopoldi.

## Descendencia
De su primer matrimonio, posiblemente con una dama de la familia Perg:
- Adalberto o Alberto II El Devoto, (1136-1137), d. 1137

Con su segunda esposa, Inés de Alemania, viuda de Federico I de Suabia:
- Leopoldo IV de Austria (Babenberg)
- Enrique II de Austria.
- Berta, casada con Enrique III, Burgrave de Regensburg.
- Inés de Babenberg, casada con Vladislao II el Desterrado.
- Ernesto.
- Otón de Freising, obispo y biógrafo de su sobrino (del primer matrimonio de su madre), Federico I Barbarroja.
- Conrado, obispo de Passau y Arzobispado de Salzburgo.
- Isabel, casada con Herman II de Winzenburg.
- Judit de Babenberg, casada con Guillermo V de Montferrato.
- Gertrudis, casada con el rey Ladislao II de Bohemia.